# 제23보병사단 (대한민국)
제23보병사단(第二十三步兵師團, The 23rd Infantry Division, 상징명칭: 철벽부대)은 제8군단 예하에 있었던 대한민국 육군의 보병사단이었다. 1975년 8월 1일 창설된 동해안경비사령부 예하 제68훈련단이 제68동원보병사단으로 증편된 후, 일어난 강릉지역 무장공비 침투사건의 결과에 따라 지역 경비 강화를 위해 1998년 12월 1일 제23보병사단으로 재창설한 후 2021년 11월에 해체되었다.

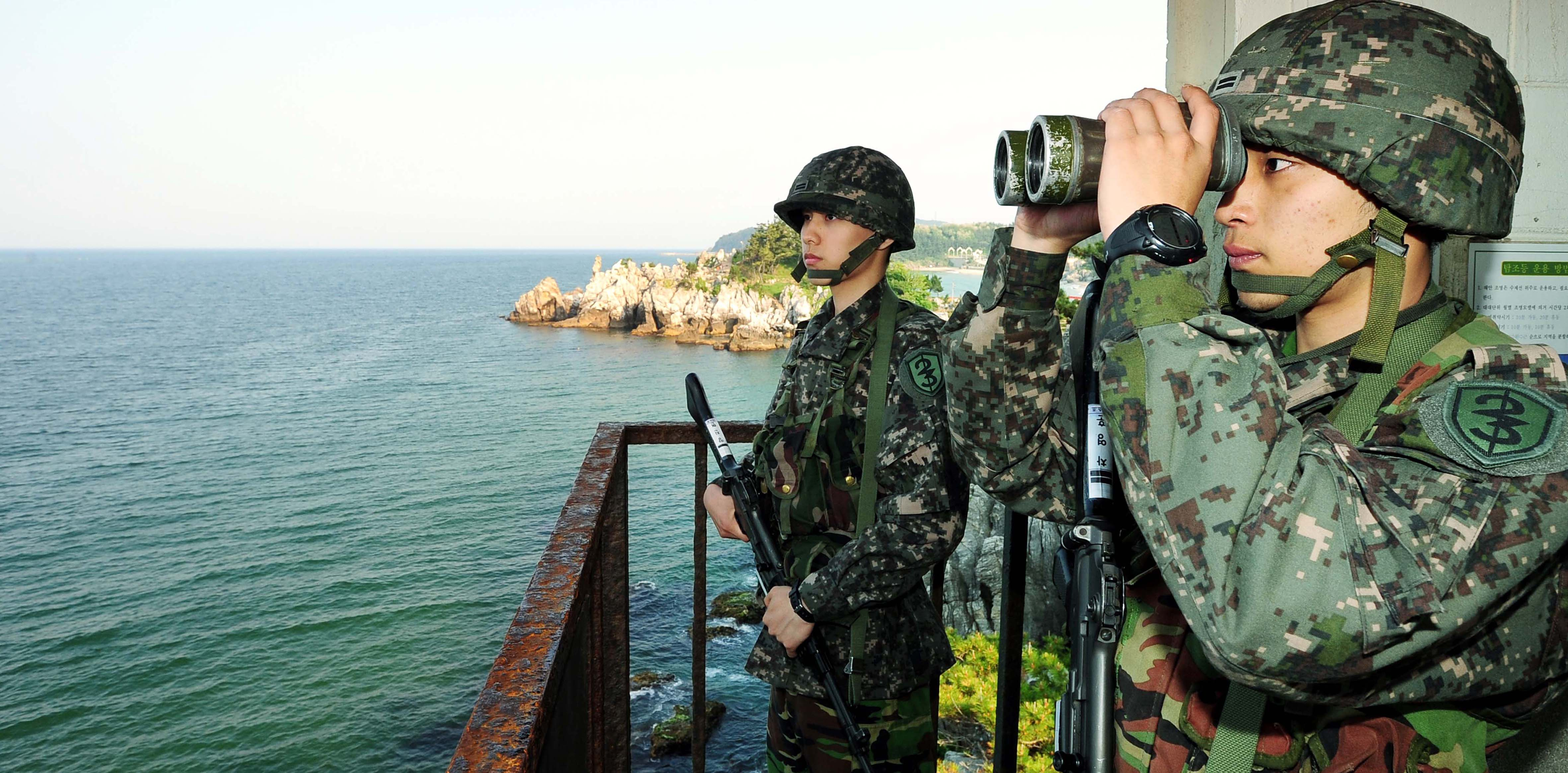
해안경계 임무를 수행 중인 제23보병사단 장병들

## 역사
1975년 동해안경비사령부 예하 68훈련단으로 창단되어 이후 제68동원보병사단으로 증편되었다. 68사단 시절 이 부대는 파라다이스 사단으로 불릴만큼 군생활 하기 편한 사단으로 알려졌다고 한다. 그러나 1996년 강릉 무장공비 침투사건의 여파로 지역 경계 강화의 필요성이 대두되자 1998년 12월 1일 제23보병사단으로 재창설되어 병력과 임무가 확장되었다. 2021년 11월 30일에 해체되어, 앞서 9월 1일 창설된 제23경비여단이 상당수 부대와 작전 임무를 승계하였다.

## 연혁
- 1960년 10월 31일, 동해안경비사령부(동경사) 창설
- 1961년 7월 15일, 동해안방어사령부 창설[내용 2]
- 1975년 8월 1일, 동해안경비사령부 배속 제68훈련단 창설[내용 3]
- 1982년 8월 15일, 동해안경비사령부를 제7군단으로 개편 창설[내용 4] (1983년에 제7군단이 경기도 지역으로 이전함)
- 1987년 4월 1일, 제8군단 창설 (동경사 및 제3군단을 대체한 제68훈련단의 상급 부대)

제68훈련단을 제68보병사단으로 증편 창설 (제173연대, 제175연대, 제176연대)
- 1998년 12월 1일, 제68보병사단을 제23보병사단으로 증편 창설[내용 6] (제57연대, 제58연대, 제59연대로 개편)
- 2021년 9월 1일, 제23경비여단 창설 (제23보병사단 승계 부대)
- 2021년 11월 30일, 사단 해체

## 편성
- 사단본부
  - 본부근무대
- 제57보병여단 "동천"
  - 여단본부
  - 제1대대 "쌍룡" : 제23경비여단 제2경비대대로 재편
  - 제2대대 "청룡" : 제23경비여단 제1경비대대로 재편
  - 제3대대 "황룡" : 제1산악여단 제3산악대대로 재편
  - 군수지원대대
- 제58보병여단 "비룡"
  - 여단본부[내용 7]
  - 제1대대 "비호" : 제23경비여단 제4경비대대로 재편
  - 제2대대 "비사"
  - 제3대대 "비마" : 제23경비여단 제3경비대대로 재편
  - 군수지원대대
- 제59보병여단 "불사조"
  - 여단본부
  - 제1대대
  - 제2대대
  - 제3대대
  - 군수지원대대
- 포병여단
  - 여단본부
  - 제581포병대대
  - 제582포병대대
  - 제583포병대대
  - 제930포병대대
- 수색대대
- 공병대대
- 전차중대
- 정비대대
- 보급수송대대
- 정보통신대대
- 화생방지원대
- 군사경찰대
- 의무근무대
- 방공중대
- 보충중대
- 제6해안감시장비운용대
- 제32관리대대 : 이하 예비군 훈련 전담 부대
- 제33관리대대
- 제35관리대대

## 사건·사고
2012년 3월 9일, 과거 여군 부사관과의 부적절한 관계를 가졌던 사건이 밝혀져 성군기 위반으로 특수전사령부를 지휘하던 최익봉 중장이 해임되었다. 2009년 23사단장이었던 당시에 부적절한 관계를 맺었었으며 2012년에 들어 육군 본부에서 여군을 대상으로 한 성군기 위반사례를 조사하는 과정에서 당시의 여군 부사관의 고발에 따라 수사에 착수하자, 최익봉 중장은 전역할 것을 밝혔으나, 육군 본부는 그를 직위에서 해임하고 윤광섭 부사령관에게 대리 직무를 맡겼다.
2005년 7월 20일 22시 50분에는 해안 경계 근무 순찰 중이던 소대장과 통신병이 관광객에게 폭행 당하고 총기 2정과 실탄을 탈취 당했다. 괴한들은 총과 탄환을 가져갔고 17일 만에 경찰에 체포되었다.
2019년 6월 15일 북한 어선이 군경의 4중 경계망을 뚫고 강원 삼척항에 정박하였다.

## 부대마크
23 마크가 방패 모양으로 철벽같이 지킨다는 의미가 있으며, 왼쪽 녹색은 태백준령을 뜻하고 오른쪽 파란색은 동해 바다를 뜻한다

## 같이 보기
- 대한민국 육군의 사단 목록

### 내용주
1. ↑  사단 해체 직전 마지막 사단장
2. ↑  이후 제1해안전투단으로 개편되고, 1982년 8월 16일 제88보병여단과 통합되어 제22보병사단으로 재창설되었다.
3. ↑  8월 1일이 제68훈련단, 제68보병사단, 제23보병사단의 부대창설 기념일이다.
4. ↑  〈육군동해안경비사령부령〉 폐지는 1983년 2월 1일이다. 대통령령 제11039호.
5. ↑  지역 예비군 위주의 동원사단
6. ↑  현역병 위주의 상비사단
7. ↑  보병여단에는 여단 직할대로 본부중대, 정보중대, 의무중대, 통신중대, 포병대가 편성되어 있다.

### 인용주
1. ↑  최동열 (2010년 7월 31일). “육군 23사단 창설 35주 기념행사 개최”. 강원도민일보. 2012년 2월 2일에 확인함.
2. ↑  송고 (2012년 3월 9일). “특전사령관, 여군과 '부적절한 관계' 보직해임”. 연합뉴스. 2012년 3월 10일에 확인함.
3. ↑  박병진·김태훈 (2005년 7월 21일). “괴한 3명, 해안초소서 총기탈취”. 세계일보. 2014년 8월 2일에 확인함.